# Saison 2023 de l'équipe cycliste féminine Uno-X Pro
La saison 2023 de l'équipe cycliste Uno-X Pro est la deuxième de la formation.

## Préparation de la saison

### Arrivées et départs
L'équipe est renforcée par les arrivées de la sprinteuse Amalie Dideriksen et des polyvalentes Maria Giulia Confalonieri et Anouska Koster.
| Arrivées                  | Équipe 2022    |
| ------------------------- | -------------- |
| Amalie Dideriksen         | Trek-Segafredo |
| Maria Giulia Confalonieri | Ceratizit WNT  |
| Anouska Koster            | Jumbo-Visma    |

| Départs | Équipe 2023 |
| ------- | ----------- |

### Effectifs
| Effectif 2023             | Effectif 2023     | Effectif 2023 | Effectif 2023                                    |
| Cycliste                  | Date de naissance | Pays          | Équipe précédente                                |
| ------------------------- | ----------------- | ------------- | ------------------------------------------------ |
| Anniina Ahtosalo          | 27 août 2003      | Finlande      | Team Rytger powered by Cykeltøj-Online.dk (2021) |
| Susanne Andersen          | 23 juillet 1998   | Norvège       | Team DSM (2021)                                  |
| Elinor Barker             | 7 septembre 1994  | Royaume-Uni   | Drops-Le Col (2021)                              |
| Hannah Barnes             | 4 mai 1993        | Royaume-Uni   | Canyon-SRAM Racing (2021)                        |
| Marte Berg Edseth         | 6 octobre 1998    | Norvège       | Ringerike Sykkelklubb (2022)                     |
| Mie Bjørndal Ottestad     | 17 juillet 1997   | Norvège       | Andy Schleck-CP NVST-Immo Losch (2021)           |
| Amalie Dideriksen         | 24 mai 1996       | Danemark      | Trek-Segafredo (2022)                            |
| Anne Dorthe Ysland        | 9 avril 2002      | Norvège       | Coop-Hitec Products (2021)                       |
| Maria Giulia Confalonieri | 30 mars 1993      | Italie        | Ceratizit-WNT Pro Cycling (2022)                 |
| Rebecca Koerner           | 22 septembre 2000 | Danemark      | ABC Dame Elite (2021)                            |
| Anouska Koster            | 20 août 1993      | Pays-Bas      | Team Jumbo-Visma (2022)                          |
| Joscelin Lowden           | 3 octobre 1987    | Royaume-Uni   | Drops-Le Col (2021)                              |
| Hannah Ludwig             | 15 février 2000   | Allemagne     | Canyon-SRAM Racing (2021)                        |
| Amalie Lutro              | 15 mars 2000      | Norvège       | Coop-Hitec Products (2021)                       |
| Julie Norman Leth         | 13 juillet 1992   | Danemark      | Ceratizit-WNT Pro Cycling (2021)                 |
| Wilma Olausson            | 9 avril 2001      | Suède         | Team DSM (2021)                                  |
|                           |                   |               |                                                  |
| Source : ProCyclingStats  |                   |               |                                                  |

### Encadrement
Le directeur général est Jens Haugland. La directrice sportive de l'équipe est Alexandra Greenfield. Elle est assistée par Huub Duijn.

## Victoires

### Sur route
| Victoires | Victoires                                   | Victoires | Victoires     | Victoires             | Victoires |
| Date      | Course                                      | Pays      | Classe        | Vainqueur             |           |
| --------- | ------------------------------------------- | --------- | ------------- | --------------------- | --------- |
| 16 avr.   | 2e étape, Uno-X Ladies Cup                  | Danemark  | DCU licensløb | Rebecca Koerner       |           |
| 6 mai     | Grand Prix Eco-Struct                       | Belgique  | 1.1           | Amalie Dideriksen     |           |
| 16 juin   | Championnat de Finlande du contre-la-montre | Finlande  | CN            | Anniina Ahtosalo      |           |
| 17 juin   | Championnat de Finlande sur route           | Finlande  | CN            | Anniina Ahtosalo      |           |
| 22 juin   | Championnat de Norvège du contre-la-montre  | Norvège   | CN            | Mie Bjørndal Ottestad |           |
| 25 juin   | Championnat du Danemark sur route           | Danemark  | CN            | Rebecca Koerner       |           |
| 25 juin   | Championnat de Norvège sur route            | Norvège   | CN            | Susanne Andersen      |           |

### Résultats sur les courses majeures

#### World Tour
| UCI Women's World Tour | UCI Women's World Tour | UCI Women's World Tour | UCI Women's World Tour                   | UCI Women's World Tour    | UCI Women's World Tour | UCI Women's World Tour |
| Date                   | n°                     | Pays                   | Course                                   | Meilleure coureuse        | Classement             |                        |
| ---------------------- | ---------------------- | ---------------------- | ---------------------------------------- | ------------------------- | ---------------------- | ---------------------- |
| 15 – 17 janv.          | 1                      | Australie              | Women's Tour Down Under                  | -                         | -                      |                        |
| 28 janv.               | 2                      | Australie              | Cadel Evans Great Ocean Road Race Women  | -                         | -                      |                        |
| 9 – 12 fév.            | 3                      | Émirats arabes unis    | Tour des Émirats arabes unis             | -                         | -                      |                        |
| 25 fév.                | 4                      | Belgique               | Circuit Het Nieuwsblad                   | Anouska Koster            | 6e                     |                        |
| 4 mars                 | 5                      | Italie                 | Strade Bianche                           | -                         | -                      |                        |
| 11 mars                | 6                      | Pays-Bas               | Tour de Drenthe                          | Susanne Andersen          | 2e                     |                        |
| 19 mars                | 7                      | Italie                 | Trofeo Alfredo Binda-Comune di Cittiglio | -                         | -                      |                        |
| 23 mars                | 8                      | Belgique               | Classic Bruges-La Panne                  | Amalie Dideriksen         | 6e                     |                        |
| 26 mars                | 9                      | Belgique               | Gand-Wevelgem                            | Elinor Barker             | 7e                     |                        |
| 2 avr.                 | 10                     | Belgique               | Tour des Flandres                        | Anouska Koster            | 20e                    |                        |
| 8 avr.                 | 11                     | France                 | Paris-Roubaix                            | Julie Norman Leth         | 11e                    |                        |
| 16 avr.                | 12                     | Pays-Bas               | Amstel Gold Race                         | Anouska Koster            | 32e                    |                        |
| 19 avr.                | 13                     | Belgique               | Flèche wallonne                          | Elinor Barker             | 16e                    |                        |
| 23 avr.                | 14                     | Belgique               | Liège-Bastogne-Liège                     | Anouska Koster            | 35e                    |                        |
| 1 – 7 mai              | 15                     | Espagne                | Tour d'Espagne                           | -                         | -                      |                        |
| 12 – 14 mai            | 16                     | Espagne                | Tour du Pays basque                      | -                         | -                      |                        |
| 18 – 21 mai            | 17                     | Espagne                | Tour de Burgos                           | Marte Berg Edseth         | 24e                    |                        |
| 26 – 28 mai            | 18                     | Royaume-Uni            | RideLondon-Classique                     | Elinor Barker             | 27e                    |                        |
| 17 – 20 juin           | 19                     | Suisse                 | Tour de Suisse                           | -                         | -                      |                        |
| 30 juin – 9 juill.     | 20                     | Italie                 | Tour d'Italie                            | Anouska Koster            | 22e                    |                        |
| 23 – 30 juill.         | 21                     | France                 | Tour de France Femmes                    | Anouska Koster            | 40e                    |                        |
| 23 – 27 août           | 22                     | Norvège                | Tour de Scandinavie                      | Anouska Koster            | 23e                    |                        |
| 2 sept.                | 23                     | France                 | Grand Prix de Plouay                     | Maria Giulia Confalonieri | 19e                    |                        |
| 5 – 10 sept.           | 24                     | Pays-Bas               | Simac Ladies Tour                        | Susanne Andersen          | 17e                    |                        |
| 15 – 17 sept.          | 25                     | Suisse                 | Tour de Romandie                         | -                         | -                      |                        |
| 12 – 14 oct.           | 26                     | Chine                  | Tour de l'île de Chongming               | Anniina Ahtosalo          | 10e                    |                        |
| 17 oct.                | 27                     | Chine                  | Tour du Guangxi                          | -                         | -                      |                        |

#### Grands tours
| Grand tour            | Tour d'Espagne | Tour d'Italie        | Tour de France       |
| --------------------- | -------------- | -------------------- | -------------------- |
| Coureuse (classement) | -              | Anouska Koster (22e) | Anouska Koster (40e) |
| Accessits             | -              | -                    | -                    |

## Classement mondial
| Classement UCI | Classement UCI            | Classement UCI | Classement UCI |
| Coureuse       | Coureuse                  | Pays           | Points         |
| -------------- | ------------------------- | -------------- | -------------- |
| 58e            | Anniina Ahtosalo          | Finlande       | 663 pts        |
| 65e            | Anouska Koster            | Pays-Bas       | 572 pts        |
| 69e            | Maria Giulia Confalonieri | Italie         | 542 pts        |
| 74e            | Susanne Andersen          | Norvège        | 522 pts        |
| 83e            | Amalie Dideriksen         | Danemark       | 466 pts        |
| 115e           | Mie Bjørndal Ottestad     | Norvège        | 321 pts        |
| 144e           | Elinor Barker             | Royaume-Uni    | 274 pts        |
| 236e           | Julie Norman Leth         | Danemark       | 150 pts        |
| 284e           | Rebecca Koerner           | Danemark       | 123 pts        |
| 375e           | Marte Berg Edseth         | Norvège        | 82 pts         |
| 472e           | Hannah Ludwig             | Allemagne      | 59 pts         |
| 726e           | Wilma Olausson            | Suède          | 26 pts         |
| 779e           | Amalie Lutro              | Norvège        | 22 pts         |
| 839e           | Anne Dorthe Ysland        | Norvège        | 19 pts         |